# Hutteri

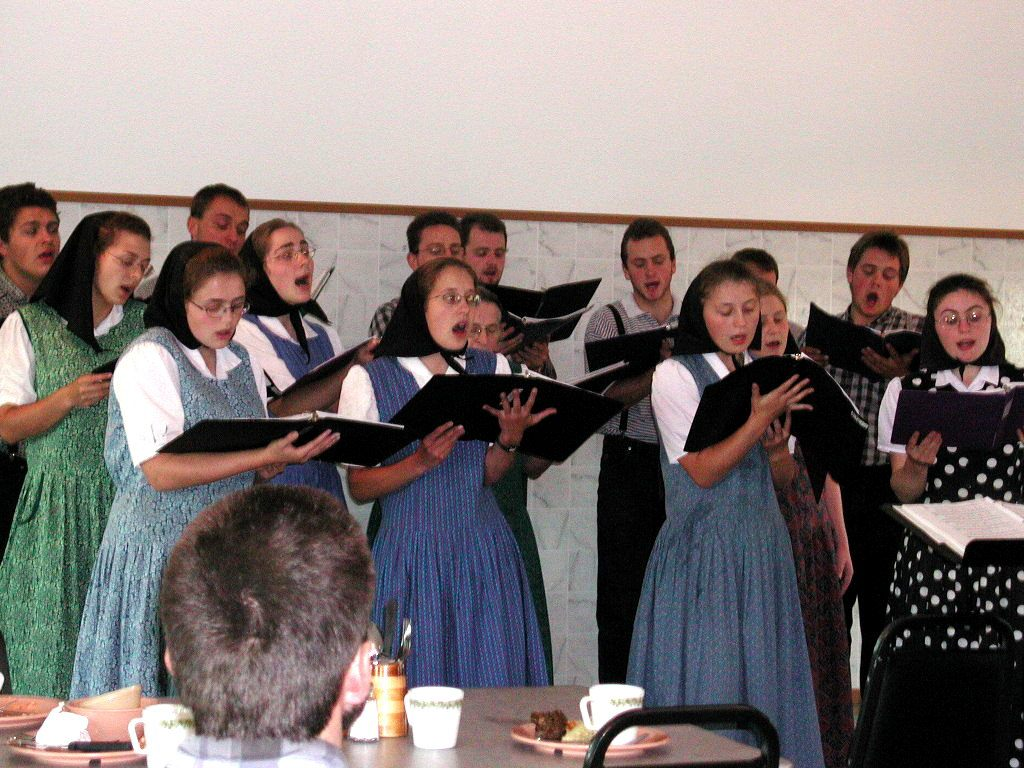
Cor hutterit

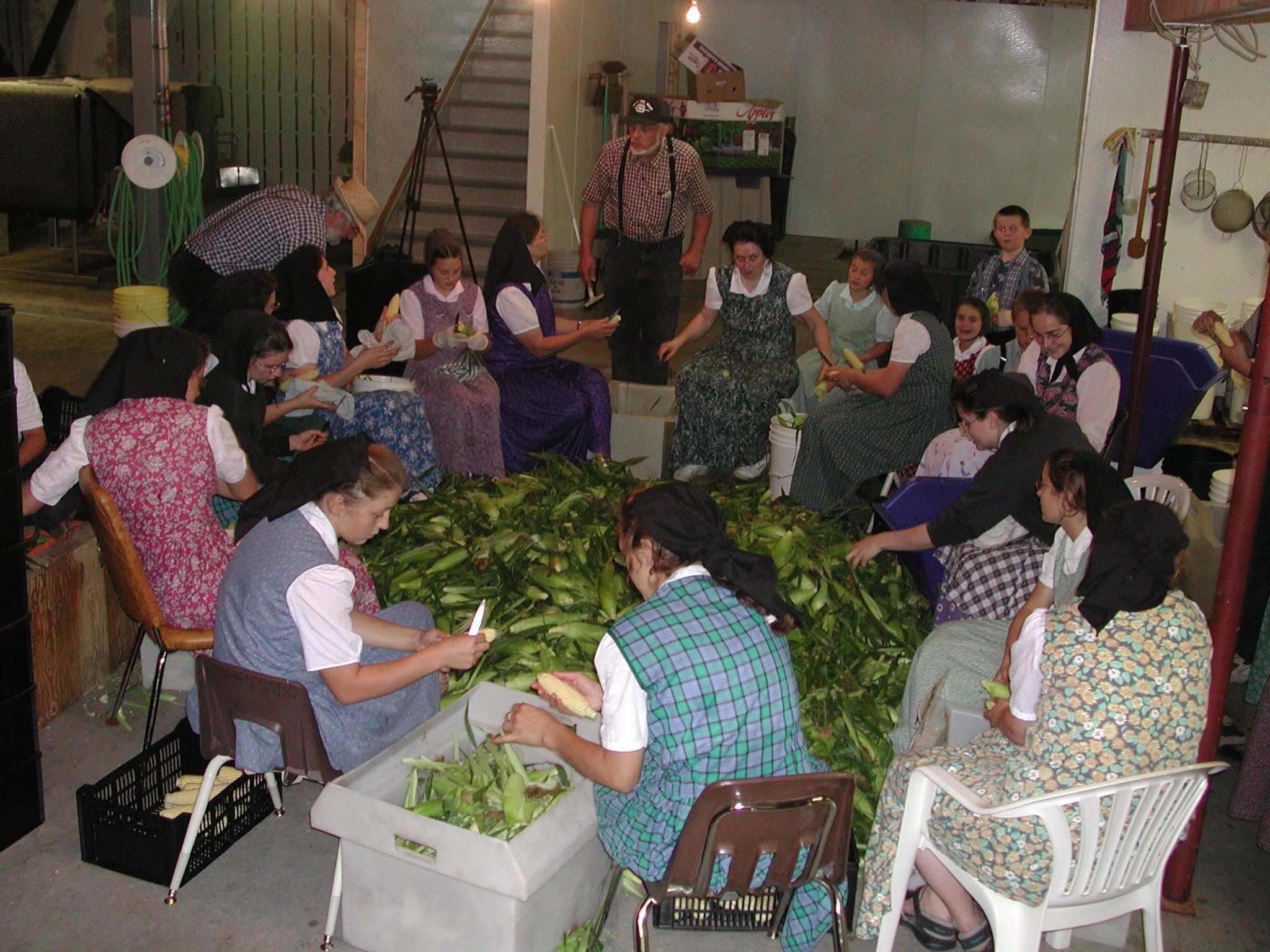
Femei hutterite în timpul muncii în comunitate

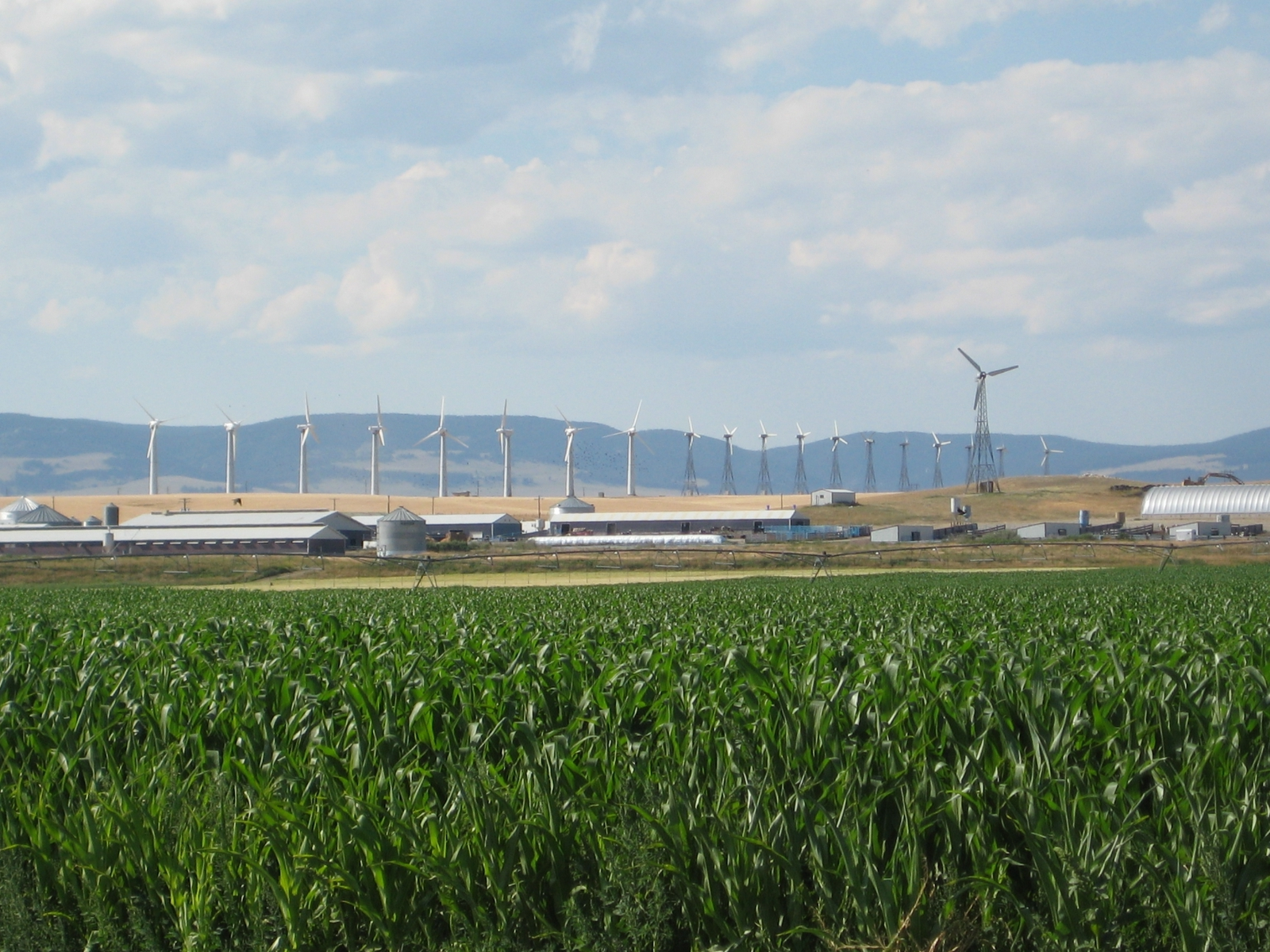
Colonie hutterită în statul american Montana

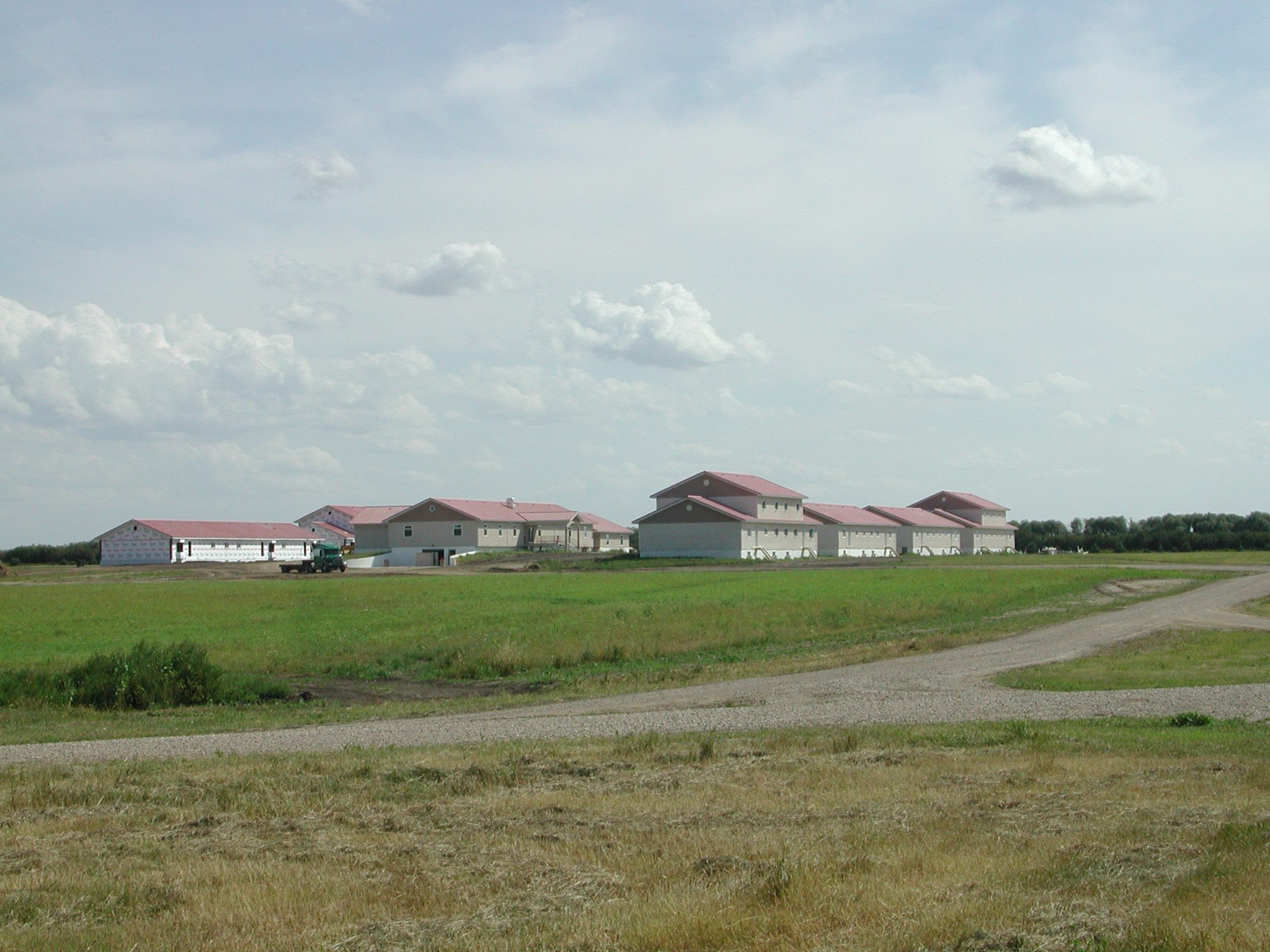
Colonie nouă

Hutterii (în germană Hutterer, în engleză Hutterites) sunt o ramură a anabaptiștilor, care, la fel ca și amishii și menoniții, își au originea în Reforma radicală de la începutul secolului al XVI-lea. În cadrul curentului anabaptist sunt unicii care duc un mod de viață în comunități, numite colonii, care în mediu numără 12 familii sau (~90 de persoane).
Jakob Hutter, fondatorul mișcării, a înființat primele colonii pe baza mărturisirii Schleitheim⁠(de)[traduceți], o declarație de credință anabaptistă din 1527, iar primele comune au fost formate în anul 1528. De la moartea lui Hutter în 1536, credințele hutteriților, care îmbrățișează comunitatea de bunuri și nonrezistența, au dus la sute de ani de migrații în mai multe țări. Aproape dispăruți în secolul al XVIII-lea, au migrat în Rusia în 1770 și aproximativ o sută de ani mai târziu în America de Nord. 
Pe parcursul a 140 de ani, populația lor care trăiește în comunități a „renăscut” de la aproximativ 400 la aproximativ 50.000 în prezent. Astăzi, hutteriții trăiesc aproape exclusiv în vestul Canadei (75%) și în nordul Marilor Câmpii ale Statelor Unite (25%). Vorbesc hutteritul, un dialect bavarez al limbii germane.
Hutteri din Slovacia actuală, cunoscuți drept habani, sunt renumiți pentru ceramica din faianță produsă de ei.

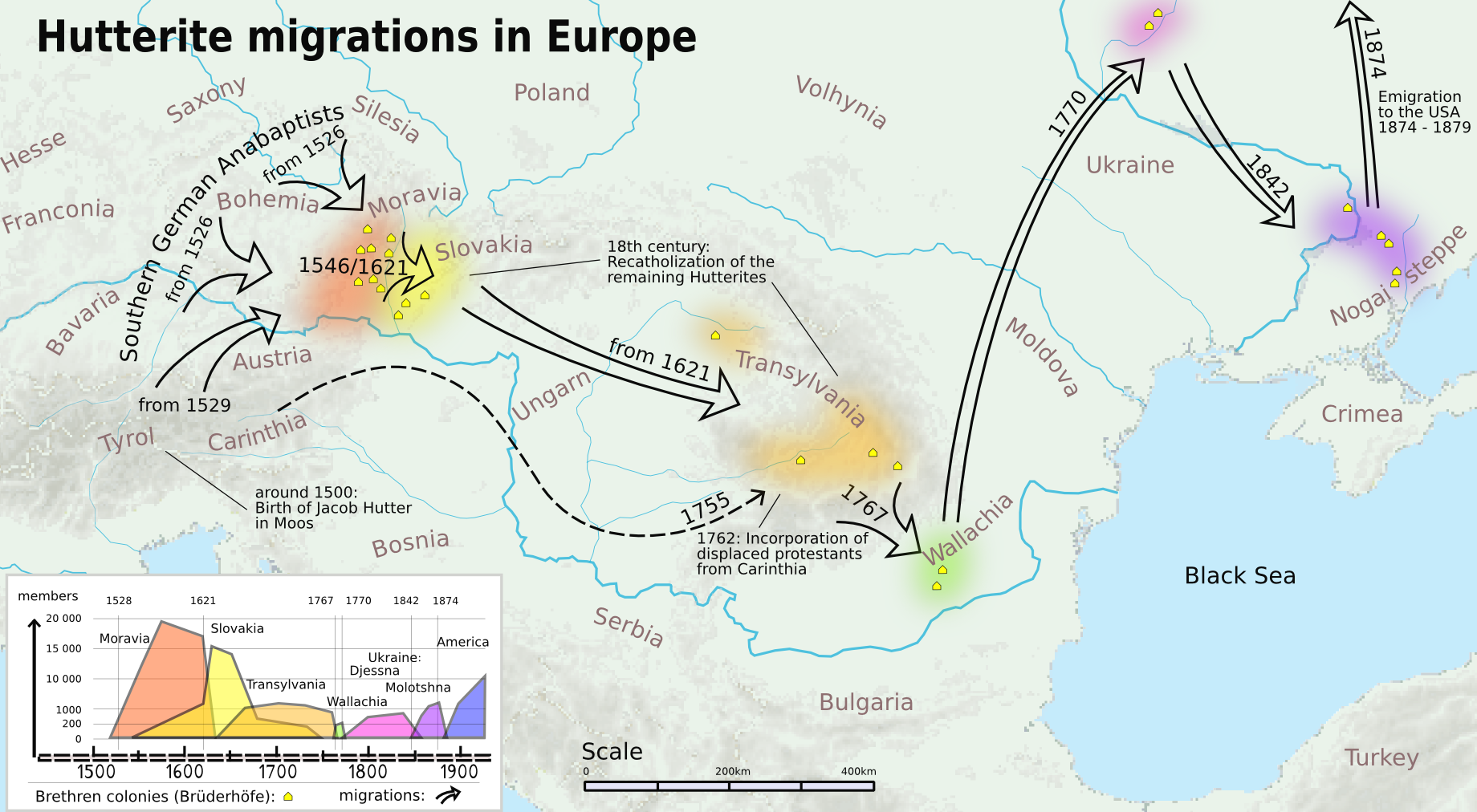
Migrațiile hutterilor în Europa în anii 1526–1874 înainte de strămutarea lor în America de Nord.